# MEA1
MEA1 (англ. Male-enhanced antigen 1) – білок, який кодується однойменним геном, розташованим у людей на 6-й хромосомі. Довжина поліпептидного ланцюга білка становить 185 амінокислот, а молекулярна маса — 19 905.
| 10         |  | 20         |  | 30         |  | 40         |  | 50         |
| ---------- |  | ---------- |  | ---------- |  | ---------- |  | ---------- |
| MGPERHLSGA |  | PARMATVVLG |  | GDTMGPERIF |  | PNQTEELGHQ |  | GPSEGTGDWS |
| SEEPEEEQEE |  | TGSGPAGYSY |  | QPLNQDPEQE |  | EVELAPVGDG |  | DVVADIQDRI |
| QALGLHLPDP |  | PLESEDEDEE |  | GATALNNHSS |  | IPMDPEHVEL |  | VKRTMAGVSL |
| PAPGVPAWAR |  | EISDAQWEDV |  | VQKALQARQA |  | SPAWK      |  |            |

A: Аланін

D: Аспарагінова кислота

E: Глутамінова кислота

F: Фенілаланін

G: Гліцин

H: Гістидин

I: Ізолейцин

K: Лізин

L: Лейцин

M: Метіонін

N: Аспарагін

P: Пролін

Q: Глутамін

R: Аргінін

S: Серин

T: Треонін

V: Валін

W: Триптофан

Кодований геном білок за функціями належить до білків розвитку, фосфопротеїнів. 
Задіяний у таких біологічних процесах, як диференціація клітин, сперматогенез. 